# O negócio do Brasil
"O negócio do Brasil" é um livro de porte acadêmico, no qual o historiador e diplomata Evaldo Cabral de Mello busca esclarecer como se deu, de fato, a disputa luso-neerlandesa sobre a região do atual nordeste brasileiro, no período histórico da união ibérica, compreendido pela historiografia brasileira como brasil holandês. 

## Assuntos
O autor, através de pesquisa intensa, descreve como, com o enfraquecimento do reino hispânico e o fim da união dinástica entre Espanha e Portugal, os reinos, que durante anos haviam permanecido sob controle castelhano, tinham um cenário favorável à uma aliança contra um inimigo em comum se viram imersos em uma disputa econômica e política, tendo como centro o controle de antigas posses lusitanas no além mar, na América, na África e na Ásia. quebrando o mito de uma esmagadora vitória portuguesa no campo militar e mostrando como a intensa questão diplomática deu ao conflito proporções ainda maiores.